# Alizay
Alizay – miejscowość i gmina we Francji, w regionie Normandia, w departamencie Eure. Przez miejscowość przepływa Sekwana. 
Według danych na rok 1990 gminę zamieszkiwało 1090 osób, a gęstość zaludnienia wynosiła 126 osób/km².